# 魔女鍊金術師
《魔女鍊金術師》是日本漫畫家塩野干支郎次所創作的搞笑類型漫畫。於2003年12月在少年畫報社上連載，於2012年5月完結。單行本全9卷。

## 故事大綱
《魔女鍊金術師》的故事大致為單元劇，每話都會讓主角穿上各種角色扮演服裝，並充斥對現實人物和虛構作品的惡搞橋段。
守留津建一是德裔日本男高中生，他是透過鍊金術誕生的人工魔女一族，因此被表姊禮奈變成懲奸除惡的魔女，進行各種荒誕的任務，並因此穿上女僕裝、燈籠褲、緊身衣等服裝。為了進行任務，建一以克莉絲汀·幸田為名進入貴族女校就讀，而禮奈為了滿足賺錢的私慾，又讓建一以諾依舒萬修坦因櫻子為藝名進入演藝圈，同時負責執行任務。為了演出需求，他穿過護士服、忍者服、學生泳裝、水手服、兔女郎裝、旗袍、和服、比基尼等。後來櫻子遭人毀謗，他便改以氣象播報員荷妍安佐連倫楓的身分潛入電視台，在毀謗事件解決後，櫻子繼續在演藝圈活躍並加入偶像團體卡修瑪修，這支三人團體名為美少女偶像，實際上三人都是男性。之後櫻子時而以個人、時而以團體身分參與演出，同時執行任務，並因此穿著沙灘排球泳裝、空服員裝、修女服、賽車服等服裝。故事以打倒變態鍊金術師和他的母親作結。

## 人物介紹

### 主要人物
守留津建一（廣播劇CD：釘宮理惠）
德裔16歲高中男生，與妹妹同住，金髮、碧眼。有一天，被表姊四方田礼奈變成了魔法少女，跟「血族末裔」的鍊金術師戰鬥。由於戰鬥的理由千奇百怪，所以建一在劇中都擔當著吐槽的角色。
四方田禮奈（廣播劇CD：三石琴乃）
建一的表姊，與建一似乎有一段年齡差距。平常擔當建一的監護人與經紀人，但是滿腦子都是錢。年輕的時候也是魔法少女，跟怪盜「不可能姊妹」(影射北条司的貓眼三姊妹)是宿敵關係。
四方田明日香（廣播劇CD：阿澄佳奈）
建一的外甥女，礼奈的女兒，14歲。本身也是魔法少女，與建一搭擋，對建一有好感，對穿著女裝的建一會興奮，若是建一穿著太過暴露則會流鼻血。在建一扮演櫻子的時候，她會以聲優的身分替建一唱歌，或是錄製唱片。
羽生源太郎（廣播劇CD：井上麻里奈）
礼奈早年發掘出來的魔法少女，也是「血族末裔」的鍊金術師，出自陰陽師的家庭，24歲大學生，本身就有女裝癖。因為變身後的裝扮太過搞笑，所以放棄繼續當魔法少女。後來與櫻子(建一)組成「名為美少女偶像，其實三個都是男的」的偶像團體「卡休馬休」，也成為了魔法少女的固定班底，服裝也跟建一改成相同樣式。本身以「男人」的身分，喜歡上「女人」的克莉絲汀(建一)，但是每次建一表白說自己其實是男性的時候，耳朵總是會故意的忽略。在偶像團體中，化名為「翔子」。
深野俊夫（廣播劇CD：小林優）
怪盜「不可能姊妹」中，二姊的兒子，15歲，也是一名女裝少年。由於怪盜「不可能姊妹」已經變成擁腫的大嬸，因此俊夫就扮演「不可能姊妹」的角色，想阻止已退休的母親復出。後來喜歡上人氣偶像的櫻子（建一），跟建一組成了「名為美少女偶像，其實三個都是男的」的偶像團體「卡休馬休」。雖然沒有「血族末裔」的力量，但依然可以變成魔法少女。跟源太郎一樣，在建一表白自己是男性的時候，耳朵會自動的選擇性忽略。在偶像團體中，化名為「紫音」。名字來源於北条司《貓眼三姊妹》中男主角的名字。
替身小姐
使櫻子(建一)名聲垮台的罪魁禍首，擁有變身能力。事情暴露之後，受到四方田礼奈的庇護，負責扮演建一的其他身分。有的時候，當建一跟櫻子等身分互撞的時候，也會扮演建一的角色，但是胸部卻是罩門。

### 其他人物
守留津愛
建一的妹妹，9歲，小學三年級。有成為魔法少女的資質，但因為戰鬥太過危險，所以魔法少女的工作都交給建一。有的時候會忌妒自己的哥哥，在女裝上面比自還可愛。
守留津美加子
建一的母親，年輕時與礼奈搭擋的魔法少女，支持礼奈的偶像計劃。
大沼博士
專門研究「血族末裔」的科學家，同時也是櫻子(建一)的狂熱影迷。
助手
大沼博士的助手，26歲的女性，有教師執照，通常負責吐槽大沼博士。
西園寺綾姬
克莉絲汀(建一)在女子貴族學校的同學，學園理事長的女兒，家裡很有錢，是礼奈經紀公司的贊助商之一。發現克莉絲汀跟櫻子為同一個人後，對克莉絲汀有好感。
花京院京香
建一崇拜的巨乳女演員，時常與櫻子(建一)共演，知道建一的真實身分。本身演員的身分也是掩護，真實身分是政府取締邪惡練金術師的特殊部隊：「T.A.T.U.」(影射俄羅斯樂團t.A.T.u.)的成員，時常協助建一等人討伐鍊金術師。
不可能姊妹
過去叱吒風雲的怪盜，與魔法少女的美加子、禮奈是宿敵關係，如今已經是退休的大嬸，二姊是俊夫的母親。除了二姊之外，其他兩個人真實身分都是鄰居的太太，只是用來充數的。目前在經營連鎖咖啡廳，是禮奈經紀公司的贊助商之一

## 出版書籍
| 集數 | 少年畫報社    | 少年畫報社             | 長鴻出版社    | 長鴻出版社           |
| 集數 | 發售日期      | ISBN                   | 發售日期      | EAN                  |
| ---- | ------------- | ---------------------- | ------------- | -------------------- |
| 1    | 2006年3月27日 | ISBN 4-7859-2627-9     | 2006年12月7日 | EAN 471-0765-21093-9 |
| 2    | 2007年9月25日 | ISBN 978-4-7859-2852-0 | 2008年9月5日  | EAN 471-2805-82527-1 |
| 3    | 2008年9月26日 | ISBN 978-4-7859-3031-8 | 2009年9月30日 | EAN 471-1552-44236-6 |
| 4    | 2009年10月7日 | ISBN 978-4-7859-3235-0 | 2010年3月22日 | EAN 471-3469-35052-9 |
| 5    | 2010年5月12日 | ISBN 978-4-7859-3381-4 | 2011年3月2日  | EAN 471-3469-35789-4 |
| 6    | 2010年11月9日 | ISBN 978-4-7859-3504-7 | 2011年11月2日 | EAN 471-6814-19420-5 |
| 7    | 2011年5月21日 | ISBN 978-4-7859-3625-9 | 2011年11月2日 | EAN 471-6814-19464-9 |
| 8    | 2012年2月9日  | ISBN 978-4-7859-3780-5 | 2012年5月24日 | EAN 471-6814-19987-3 |
| 9    | 2012年9月25日 | ISBN 978-4-7859-3929-8 | 2015年2月10日 | EAN 471-5409-86858-3 |

## 廣播劇CD
2010年購買單行本《魔女鍊金術師V》與連載雜誌《YOUNG KING OURs》的讀者，可以獲得在募資者全員實費頒布服務上參與廣播劇CD改編計劃。原作者原案、監修的原創故事，特別繪製封套。2010年9月末開始發送。

## 外部連結
- ブルームド イン アクション （页面存档备份，存于） - 少年画報社（日語）